# Tossal dels Moros
|  | Per a altres significats, vegeu «Tossal dels Moros (Sarroca de Bellera)». |

El Tossal dels Moros és una muntanya de 1.228,8 m. alt. del terme municipal de la Torre de Cabdella, en el Pallars Jussà, però dins de l'antic terme de Mont-ros. És l'extrem sud-occidental del Serrat de Rascars, al nord-est de la Plana de Mont-ros, a llevant i a l'altre vessant de la vall de Castell-estaó i al sud-oest de Paüls de Flamisell.